# جيانغسو منكي كينج
جيانغسو منكي كينج (بالصينية: 江苏同曦篮球俱乐部) هو فريق كرة سلة صيني تأسس في سنة 2007 يقع في جيانغسو، الصين. يلعب في الرابطة الصينية لكرة السلة. يستضيف مبارياته في المركز الرياضي الأولمبي في تشانغتشو.

## أبرز اللاعبين
- حسن وايتسايد